# 에니그마 브라우저
에니그마 브라우저는 윈도우용 프리웨어 브라우저이다. 이 브라우저는 인터넷 익스플로러의 트라이던트 엔진을 사용한다.

## 포함 기능
- 팝업 차단기
- 스킨 윈도 프레임
- 폼 필터
- 사이트 그룹
- 빠른 검색
- 자동 로그인
- 온라인 번역
- 블랙리스트/화이트리스트 필터링